# Ostra Góra (Wzgórza Dębowe)
Der Ostra Góra (Spitzberg , 360,2 m) ist der höchste Berg der Wzgórza Dębowe (Eichberge) im Südwesten Polens.

## Standort
Der Spitzberg liegt südöstlich von Niemcza (Nimptsch) am südlichen Ende der Wzgórza Dębowe (Eichberge), die selbst zu den Nimptsch-Strehlener Bergen zählen.

## Charakteristiken

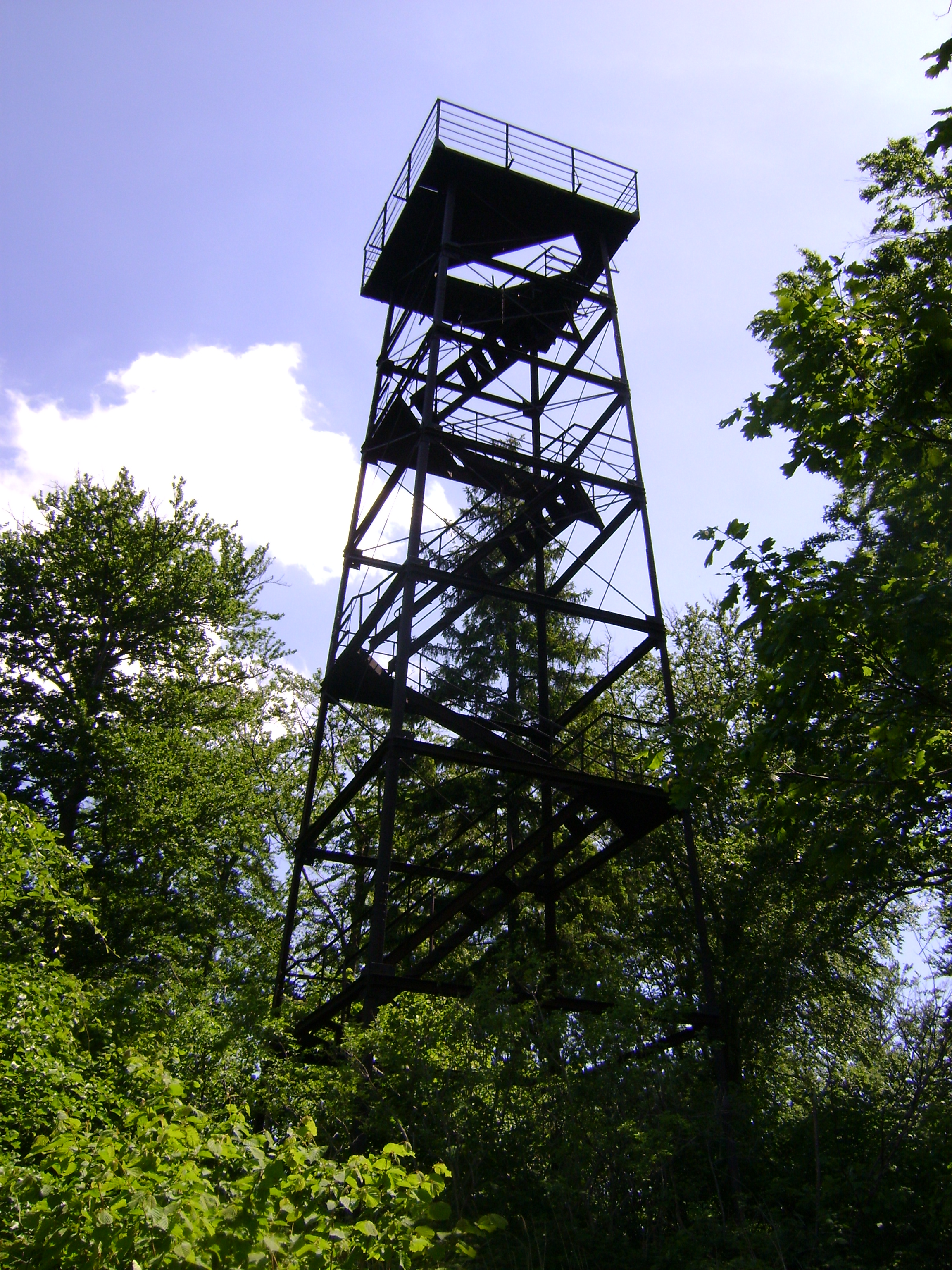
Aussichtsturm auf dem Gipfel des Spitzberges

Der Berg ist kuppelförmig mit einem deutlich markierten Gipfel. Die Hänge sind mit Schluchten und Bächen durchschnitten. Nach Westen fällt der Berg mit einem steilen Hang nach Wojsławice (Woislowitz) ab. Auf der Nordostseite trennt ein flaches Tal den Spitzberg vom Eichwald (Wysoki Las). Im Norden folgt eine Hügelkette mit dem Alteberg (Starzec) und dem Vorderen Eichberg (Przednia Dębowa Góra). Im Südosten, in Richtung Ruszkowice (Ruschkowitz) ist dem Spitzberg ein kurzer Bergrücken mit einem namenlosen Gipfel vorgelagert.
Der gesamte Gipfel und die Hänge sind mit Laubwäldern hauptsächlich aus Eiche, Buche, Birke, Linde und anderen Laubbäumen mit einer kleinen Beimischung von Nadelbäumen, hauptsächlich Lärche, bedeckt. An einigen Hängen wurden Fichten- und Kiefernplantagen angelegt.
Auf dem Gipfel befindet sich ein stählerner Aussichtsturm, der 1930 von Probst & Söhne nach Plänen des Breslauer Ingenieurs Preuß errichtet wurde. Zuvor stand auf der Spitze ein Holzturm, der 1893 von einem Nimptscher Verein gebaut wurde. Vom Turm aus bietet sich ein Panorama von Nimptsch und Umgebung. Bei gutem Wetter ist die Sicht mehr als 40 km. Derzeit verdecken jedoch prächtige Buchen das Panorama nach Süden und Osten.

## Geologie
Der Spitzberg besteht aus metamorphen Gesteinen der Niemańsko-Kamieniec-Metamorphose und Syeniten. Dies sind kristalline Schiefer und Biotit-Gneise, in denen sich paläozoische Granite, Granodiorite und tertiärer Basalt aufdecken.

## Toponyme
Bei der polnischen Übernahme der Region wurden die deutschen Namen der Berge weitgehend wörtlich ins Polnische übertragen.